# 乱 (LUNA SEAの曲)
「乱」（らん）は、LUNA SEAの18枚目のシングル。2013年11月13日発売。

## 解説
「Thoughts」から約2か月ぶりのシングル。アルバム『A WILL』の先行シングル。LUNA SEAのシングルで初めてタイトルが日本語となっている。

## プロモーション
- 9月16日：本シングルの発売が決定。テレビ朝日系ドラマ「都市伝説の女」とのタイアップも同時に発表された。
- 10月10日：ジャケット及び収録曲が発表。「乱」の着うた配信も同時に開始。
- 10月11日：テレビ朝日系ドラマ「都市伝説の女」放送開始。オープニング曲として使用された。
- 10月17日：「乱」のPVのティーザー映像「lyric ver.」が公開。
- 10月25日：「乱」のPVのショート版が公開。
- 11月14日：NHK番組「MUSIC JAPAN」に出演。「乱」を披露。
- 12月1日：日本テレビ系番組「LIVE MONSTER」に出演。「STORM」と「乱」を披露。

## 収録曲
全作詞・作曲・編曲:LUNA SEA

### 初回限定盤A
- SHM-CD

1. 乱
SUGIZO原曲。
テレビ朝日系ドラマ「都市伝説の女」オープニングテーマ。
「gravity」以来13年ぶりに、テレビドラマとのタイアップ曲となった。
PVのディレクターは、大野敏嗣。
2. ECHO
「inside you」（12thシングル「gravity」収録）以来となる真矢原曲。
ギターは、アルバム「A WILL」制作のための合宿で録られたもので、INORANがデモをもとに一生懸命アレンジを考えた末に、酔っぱらって“こういうほうがいいんじゃない？”と弾いたフレーズがそのまま入っている[2]。

- Blu-ray Disc

1. 乱 (MUSIC VIDEO)

### 初回限定盤B
- CD

1. 乱
2. ECHO

- DVD

1. 乱 (MUSIC VIDEO)

### 通常盤
- CD

1. 乱
2. ECHO

## 収録アルバム
- 乱
  - A WILL